# Presses aldines
Pour les articles homonymes, voir Aldine.
Les Presses aldines sont une imprimerie et maison d'édition fondées par Alde Manuce à Venise en 1494 et continuées par ses descendants jusqu'en 1597.
Cette structure, symbole de la Renaissance en Europe, inventa entre autres l'italique et le livre au format in-octavo, lequel permit de réduire sensiblement le coût d'un ouvrage.

## Histoire
Les premiers ouvrages d'Alde Manuce sortent de ses presses en 1494-1495. Ces incunables sont aux formats in-quarto ou in-folio. Au départ, Manuce est en partenariat avec Pier Francesco Barbarigo, le neveu du doge Agostino Barbarigo, qui possède la moitié des parts ; une autre moitié est détenue par Andrea Torresano, gendre de Manuce. L'un des tout premiers ouvrages est la Gramaticae graeca de Constantin Lascaris. En 1496, Manuce trouve un nouveau local, dans un bâtiment appelé Thermae situé à Sestiere di San Polo, sur le campo Sant'Agostin (actuellement au 2343 San Polo, calle della Chiesa). Ce lieu devient aussi le rendez-vous de la Nova Academia, un groupe d'amis lettrés de l'imprimeur parmi lesquels on compte Hermolao Barbaro, Janus Lascaris, Luca Pacioli, Giorgio Valla et d'autres, qui se réunissent là pour traduire le grec et le latin, comparer, corriger, soucieux de publier Aristote, Hésiode, Platon, Théocrite au plus près des manuscrits auxquels ils ont accès grâce aux nombreux échanges entre la République et les scriptoriums de Constantinople. C'est à cette adresse que fut conçu l'un des chefs-d'œuvre bibliophiliques de l'histoire de l'édition, l'énigmatique Hypnerotomachia Poliphili, en 1499. Il hébergea un temps Érasme en ses locaux, avant que ne soit imprimé son Nouveau Testament en grec à Bâle et dont il ré-édita les Adages (vers 1508).
Alde Manuce tenta de publier un ouvrage par mois, quand sa devise était festina lente (« hâte-toi lentement »). À la fin de sa vie, en 1515, on estime que 132 ouvrage ont été produits — ce chiffre varie, mais il est au minimum de 120 ouvrages. Comme le précise la préface à Euripide publiée en 1503, chaque ouvrage est tiré à 1 000 exemplaires, chiffre considérable pour l'époque, et qui fut sans doute révisé à la baisse — selon certaines sources, il connut des difficultés financières. Toutes les opérations de fabrication du livre étaient réalisées dans les ateliers d’Alde Manuce. Il contacta Francesco Griffo dès 1496 pour lui demander d'inventer pour lui une série de polices de caractère, améliorant la lisibilité des types créés par Nicolas Jenson, caractère dit « romain » qui apparaît dans De Aetna de Pietro Bembo publié en 1495. Il fabriquait lui-même son encre et reliait les livres qu’il vendait sur place et via un réseau de distributeurs, dans Venise où se croisent de nombreux visiteurs étrangers. Sa marque typographique à l'ancre et au dauphin apparaît vers juin 1502. La fameuse cursive aldine, ancêtre de l'italique, est née un an plus tôt, dans une édition de Virgile, en même temps que l'idée de réduire le format du livre : l'in-octavo permet aux érudits de s'emparer d'un ouvrage moins cher, plus lisible, et produit sans médiation, à savoir débarrassé des commentaires médiévaux, véritable « édition savante » avant l'heure ; ce format et cette mise en page (notons l'ajout du point et de la virgule, alors inédits) s'imposèrent après 1520. En 1503, la concurrence apparaît dans le Piémont et à Lyon, fleurissent des ouvrages non exempt de fautes : protégé par un privilège accordé par le Sénat vénitien qui lui donnait un quasi-monopole sur le territoire de la république, Manuce est obligé de mettre en garde ses acheteurs contre les imitateurs. Son commerce fut néanmoins florissant, car il ne connut aucune faillite et reçut d'importantes commandes, produisant même des ouvrages en italien et en français,.
En 1506, les locaux des presses déménagent dans la maison d'Andrea Torresano située paroisse San Paternian ; ce dernier continua son œuvre jusqu'à sa mort en 1529. Le fils d'Alde, Paul Manuce parvient à reprendre le contrôle de l'imprimerie en 1533, et forma très jeune son fils Alde Manuce le Jeune aux métiers de l'édition ; il s'entoura d'érudits comme Annibal Caro et ouvrit un autre atelier à Rome. Après la mort subite du fils de Paul en 1597 resté sans héritier et qui avait préféré la vie d'enseignant à celle d'éditeur, la maison disparaît, avec un important passif lié aux dettes accumulées par le dernier des Manuce.
Les ouvrages issus des presses aldines furent redécouverts à la fin du XVIIIe siècle, peu après que l'ordre des Jésuites n'a été supprimé : une quantité d'ouvrages de cette époque issus des bibliothèques de la compagnie se mit à circuler en salle de ventes, puis suivirent d'importantes bibliothèques privées vénitiennes, et des catalogues furent édités. La typographie moderne en fut influencée, par exemple en Grande-Bretagne. De tels ouvrages sont désormais considérés comme très rares. 
L'une des collections les plus complètes, celle du comte Spencer, est conservée à la John Rylands Library à Manchester.
La maison d'édition de J. M. Dent qui fonde en 1905 à Londres la Everyman's Library, lance la collection Aldine House, en hommage.